# SK Bischofshofen
Sportklub Bischofshofen is een Oostenrijkse sportclub uit Bischofshofen, in de deelstaat Salzburg. De voetbalafdeling behoorde naast Austria Salzburg en Salzburger AK 1914 drie decennia lang tot de beste van de deelstaat en speelde één seizoen in de hoogte klasse.

## Geschiedenis
De club werd in 1933 opgericht en speelt in blauw-wit. De club nam voor het eerst deel aan de Landesliga Salzburg in 1945/46, wat toen de hoogste klasse was voor een club uit Salzburg. De club eindigde meestal onderaan de rangschikking en in 1949 plaatste de club zich niet voor de nieuwe Tauernliga, die als tweede klasse van Oostenrijk fungeerde. Na één seizoen promoveerde de club en degradeerde ook meteen weer. Hierna volgde een nieuwe promotie en dit keer kon de club het behoud verzekeren. In 1956 werd de club kampioen van de Tauernliga Nord (Salzburg) en nam deel aan de eindronde om te promoveren maar verloor daarin van ASK Klagenfurt. Ook het volgende seizoen werd de titel behaald maar kon de club het opnieuw niet waarmaken in de eindronde. Troostprijs dat seizoen was de overwinning in de beker van Salzburg met 3-1 tegen ASV Blau-Weiß Salzburg. Tot 1960 behaalde de club nog elk jaar een ereplaats. Dan werd de Tauernliga afgeschaft en vervangen door de Regionalliga West. Na twee seizoenen degradeerde de club en keerde na één seizoen afwezigheid terug. In 1965 werd de kwartfinale van de ÖFB Cup bereikt en daarin verloor de club van 1. Wiener Neustädter SC.
In 1969 en 1970 werd de club vicekampioen van de Regionalliga maar moest telkens een Vorarlbergse club laten voorgaan (FC Dornbirn en Schwarz-Weiß Bregenz). In 1970/71 werd de club dan eindelijk kampioen en promoveerde voor het eerst naar de hoogste klasse.
De club kon het niveau echter niet aan en werd laatste. De enige overwinning werd op de negende speeldag behaald tegen FC Admira/Wacker. Dit was ook het enige seizoen tot dusver dat er een derby gespeeld werd tussen twee clubs uit de deelstaat Salzburg. Nadat de club 2-0 voor kwam tegen toenmalig vicekampioen Austria kon die club nog terugkeren tot een gelijkspel. In Salzburg zelf verloor de club met 3-1. 
In 1974 werd de club nog vicekampioen achter FC Dornbirn en kwalificeerde zich zo voor de nieuw ingevoerde Nationalliga (tweede klasse). Omdat in de twee hoogste klassen veel minder clubs speelden ging het niveau omhoog en Bischofshofen degradeerde na één seizoen naar de Salzburger Liga. In 1978 werd de Alpenliga (later Regionalliga opgericht waardoor de Salzburger Liga nu de vierde klasse werd. Tussen 1985 en 1988 speelde de club nog drie jaar in de Regionalliga. Na vier jaar Salzburger Liga degradeerde de club verder naar de vijfde klasse. De club kon nog terugkeren naar de vierde klasse in 1997 maar degradeerde waar weer in 1999.

## Erelijst
Kampioen Salzburg
1956, 1957, 1966, 1968, 1969, 1970, 1971, 1973, 1974
Beker van Salzburg
Winnaar: 1957
Finalist: 1956